# Taguküla
Taguküla (Duits: Tagoküll) is een plaats in de Estlandse gemeente Hiiumaa in de gelijknamige provincie. De plaats heeft de status van dorp (Estisch: küla). Het is een van de vier dorpen op het eiland Kassari, dat ten zuiden van het grotere eiland Hiiumaa ligt. De naam betekent ‘achterste dorp’. Er is ook een ‘voorste dorp’ op het eiland: Esiküla.
Tot in oktober 2017 behoorde het eiland Kassari tot de gemeente Käina. In die maand werden de vier gemeenten van de provincie Hiiumaa samengevoegd tot één gemeente Hiiumaa.

## Bevolking
Het dorp had 28 inwoners op 31 december 2011 en 35 inwoners op 31 december 2021.

## Ligging
Het dorp ligt in de zuidoosthoek van Kassari. Het onbewoonde eiland Taguküla laid (67,7 ha) en een aantal kleinere onbewoonde eilandjes horen bij het dorp.

## Geschiedenis
Taguküla werd voor het eerst genoemd in 1688 onder de Zweedse naam Kassarske Baakbyyn eller Taggokülla (‘Achterste dorp van Kassari of Taggokülla’). In 1798 stond de plaats bekend als Taggo. Ze viel onder het landgoed van Kassari.

## Museum voor Aino en Oskar Kallas
De Finse schrijfster Aino Kallas (1878-1956) en haar man, de Estische folklorekenner en diplomaat Oskar Kallas (1868–1946), hadden in de jaren 1924-1938 een vakantiehuisje in Taguküla. Hier schreef Aino Kallas onder andere de verhalen die ten grondslag liggen aan de opera's Barbara von Tisenhusen en Reigi õpetaja. Het huis is ingericht als museum.

## Foto's

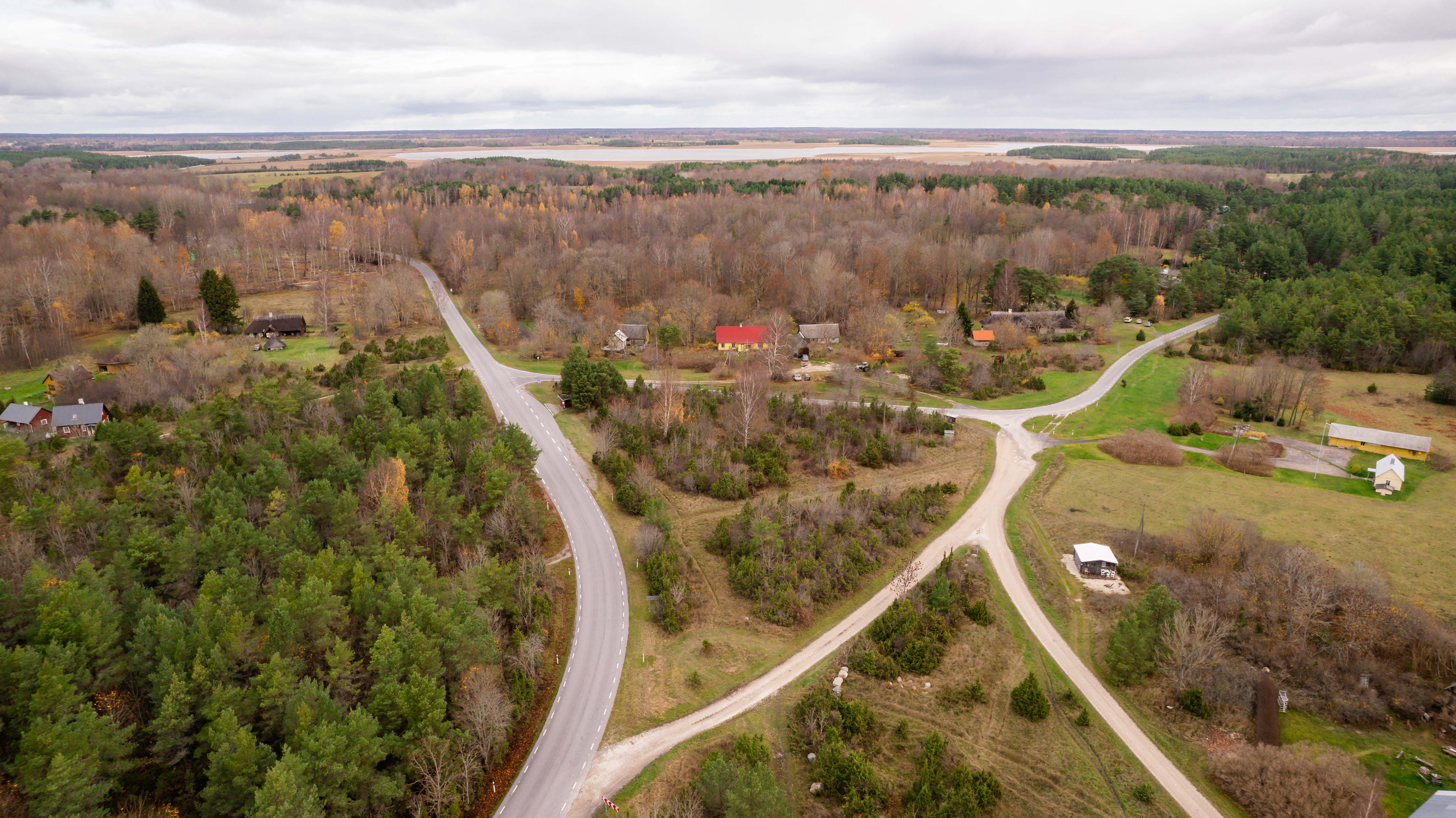
Het dorp
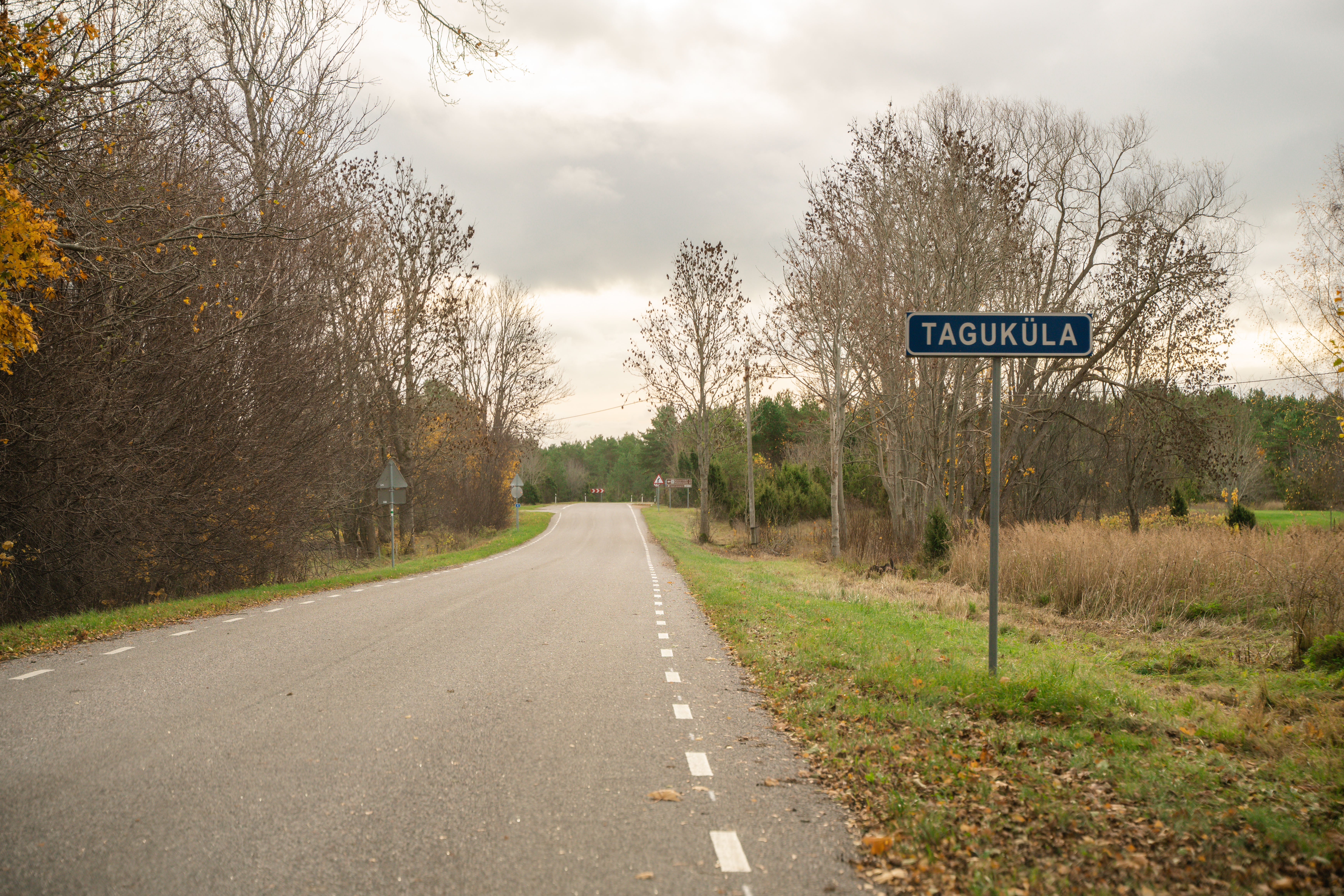
Plaatsnaambord
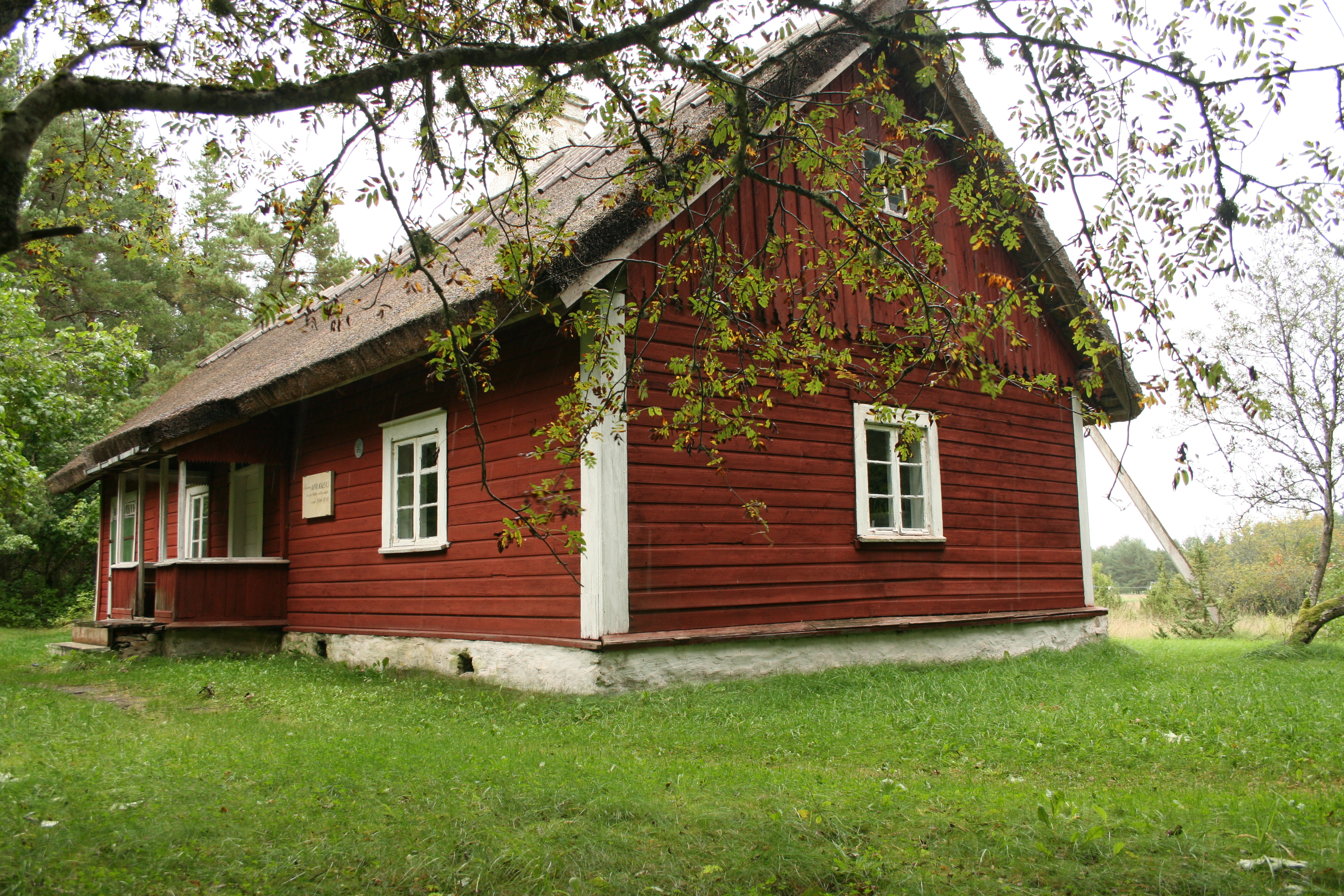
De voormalige recreatiewoning van Oskar en Aino Kallas